# Люси (режисьор)
Вижте пояснителната страница за други личности с името Люси.
Людмил Иларионов Борисов, по-известен като Люси, е български актьор, режисьор, телевизионен водещ и певец.

## Биография
Роден е на 26 септември 1974 г. в град Толбухин в семейството на Дафинка и Иларион Борисови. Има по-малък брат Станислав Иларионов Борисов. В Плевен завършва Техникума по хранително-вкусова промишленост. Като ученик започва активно да се занимава с танци. В началото на 90-те създава „Люсиен балет“. Завършва НАТФИЗ в класа на професор Крикор Азарян.
През 1997 г. излиза първият албум на групата UpDown (Людмил, Петко, Тони, Матьо и Наско), в която участва. През 2001 г. прекратява взаимоотношенията си с БМК и сключва договор с „Пайнер“. Там за няколко години активно се изявява като певец и водещ на предаването „Фреш“, но освен това е сред най-добрите режисьори в компанията.[източник? (Поискан преди 43 дни)]
През 2007 г. сключва брак с приятелката си Преслава, разделят се 4 години по-късно. От 2011 г. Люси е обвързан с попфолк певицата Ани Хоанг.

## Дискография

### Студийни албуми

#### Албуми с група „Ъп Даун“
- Different (1997)

#### Самостоятелни албуми
- Стъпки (2000)
- Нежен и жесток (2003)

## Филмография
- По-скъпа от бисери и злато (1996) – Вале Каро/Дух/малкият Гибонс